# Mobilisierung (Schwermetall)
Mobilisierung bezeichnet die Freisetzung von Schwermetallen aus Feststoffen.

## Eigenschaften
In der Geologie, Umweltchemie und Ökotoxikologie bezeichnet Mobilisierung von Schwermetallen eine Extraktion der Schwermetalle aus Bestandteilen der Erdkruste wie Böden und Sedimenten, so dass sie in wässriger Lösung vorliegen. Die Extraktion geschieht durch verschiedene Vorgänge, beispielsweise durch Ionenaustausch, Auflösung von Mineralen durch Säuren, Reduktion und Oxidation, sowie Erosion. Die Ursachen dieser Prozesse können abiotisch (z. B. Regen, Meerwasser, Vulkanismus oder Blitze) oder biotisch (z. B. Biokorrosion) bedingt sein. Je nach Feststoff, in dem die Schwermetalle gebunden sind, ist die Mobilisierbarkeit der verschiedenen Schwermetalle unterschiedlich. Beispielsweise nimmt die Mobilisierbarkeit aus Tonmineralen, Carbonaten, Sulfiden und Hydroxiden in dieser Reihenfolge ab.
Bei der Entsorgung von Elektronikschrott ist die unkontrollierte Mobilisierung von Schwermetallen unerwünscht, weil sie dadurch ins Grundwasser gelangen können. Eine künstliche Mobilisierung von Schwermetallen kann durch Chelatoren erreicht werden, z. B. für die Reinigung natürlich belasteter oder kontaminierter Böden.